# 尾上多見蔵 (2代目)

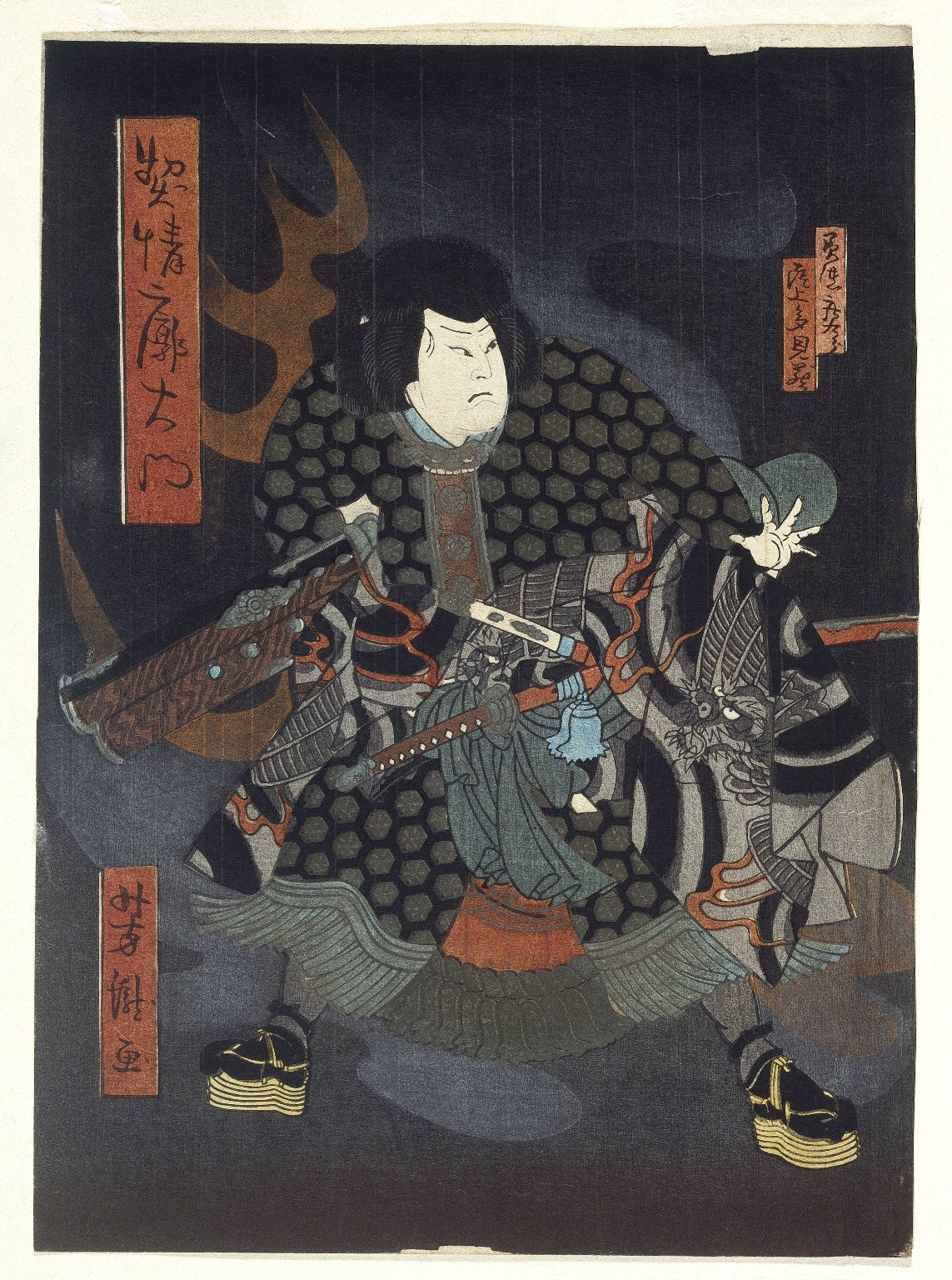
二代目尾上多見蔵の美濃庄九郎。文久2年（1862年）正月、大坂中の芝居『けいせい廓大門』より。中井芳滝画。

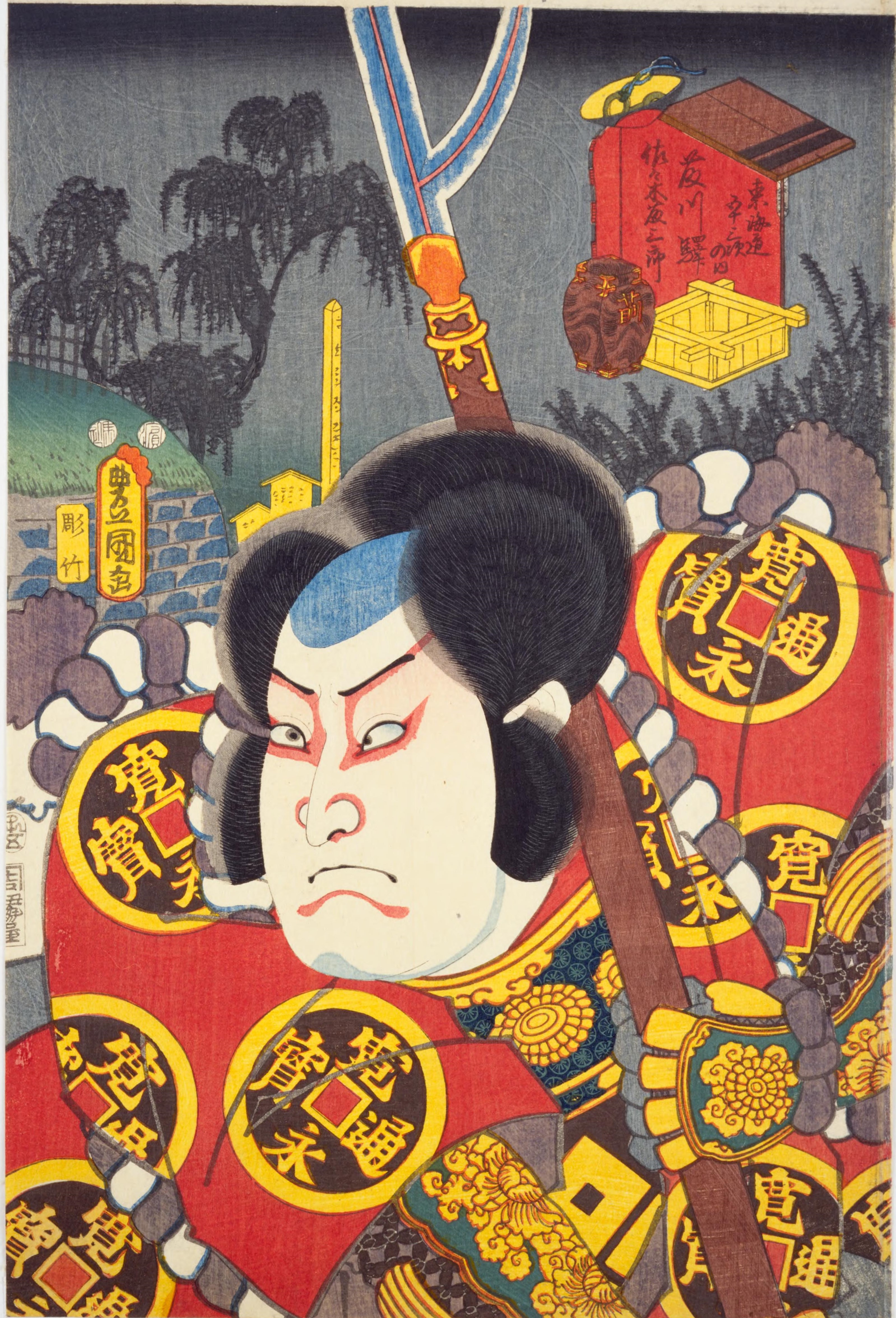
「鎌倉三代記・絹川村」の藤三郎実は佐々木高綱　歌川国貞画

二代目 尾上多見蔵（にだいめ おのえ たみぞう、寛政12年〈1800年〉 - 明治19年〈1886年〉3月2日）とは、江戸時代から明治時代にかけての歌舞伎役者。屋号は音羽屋、俳名は二朝、松玉、松朝。雅号は春風舎。

## 来歴
芝居の床山亀右衛門の子として京に生まれる。三代目瀬川菊之丞の門人となり瀬川和市と名乗り、文化のころ大坂で子供芝居の舞台に出た。文政3年（1820年）、三代目中村歌右衛門の門人となり中村和市と称す。さらに三代目尾上菊五郎とともに江戸に下り、11月江戸河原崎座で菊五郎門人として二代目尾上多見蔵を襲名。文政6年大坂に帰り、翌天保2年（1831年）には大坂中の芝居での五変化の所作事が評判になる。師の菊五郎が大川橋蔵を名乗った時には大川八蔵を名乗ったこともあったが、二年ほどで尾上多見蔵の名に戻った。菊五郎の没後は大坂の舞台で活躍する。
江戸末期には上方の最長老となり明治4年に同年代の六代目市川團蔵や初代坂東亀蔵が死去して以降は東西歌舞伎の最長老として尊敬を集め、明治12年（1879年）4月、久し振りに東京に上京し新しく作られた久松座の杮落し公演の出演料が80日間で4千円の大金となった。明治18年（1885年）11月、多見蔵死亡の噂が流れるとこれを否定し、一世一代として大阪中座の大切所作事『歳徳神』の舞台を勤めたが、これが最後の舞台となった。享年87。
小柄な体格で中年期から肥満するなど容姿にも恵まれず、長く格の低い浜芝居に出演していたので、観客受けをねらうあざとさが目立ち、品格は低いといわれたが、立役、敵役、女形を兼ね、師匠譲りの怪談物や早替わりなどのケレンに優れ、その研究熱心さもあって人気者であった。天保9年には師の菊五郎の伝授と称して、身体に胴金という金具をつけ首筋で留めて空中回転を演じ大評判となった他、最晩年の明治15年（1882年）に至っても地方巡業にて楼門五三桐の石川五右衛門で太鼓抜けの宙乗りを披露していた。実子に三代目市川市蔵と初代尾上松鶴（元二代目尾上和市）、門人に三代目尾上多見蔵がいる。